# Benaparlatoria moityi
Benaparlatoria moityi är en insektsart som beskrevs av Alfred Serge Balachowsky 1953. Benaparlatoria moityi ingår i släktet Benaparlatoria och familjen pansarsköldlöss. Inga underarter finns listade i Catalogue of Life.